# Hélesmes
 Hélesmes  es una comuna y población de Francia, en la región de Norte-Paso de Calais, departamento de Norte, en el distrito de Valenciennes y cantón de Denain.
Forma parte de la aglomeración urbana de Valenciennes.
Está integrada en la Communauté d'agglomération de la Porte du Hainaut.

## Demografía
| abs. | 440 | 553 | 658 | 887 | 849 | 985 | 1 073 | 1 086 | 1 188 | 1 217 | 1 226 | 1 306 | 1 334 | 1 405 | 1 453 | 1 494 | 1 584 | 1 662 | 1 759 | 1 615 | 1 677 | 1 657 | 1 641 | 1 616 | 1 782 | 2 018 | 2 086 | 2 042 | 1 909 | 1 911 | 1 822 |
| Para los censos de 1962 a 1999 la población legal corresponde a la población sin duplicidades (Fuente: INSEE [Consultar]) |     |     |     |     |     |     |       |       |       |       |       |       |       |       |       |       |       |       |       |       |       |       |       |       |       |       |       |       |       |       |       |